# Bosbøl
Bosbøl (dansk), Bosbüll (tysk) eller Bousbel (nordfrisisk) er en landsby og kommune beliggende på grænsen mellem gesten og marsklandet få kilometer syd for den dansk-tyske grænse i det nordvestlige Sydslesvig. Administrativt hører kommunen under Nordfrislands kreds i den tyske delstat Slesvig-Holsten. Kommunen samarbejder på administrativt plan med andre kommuner i omegnen i Sydtønder kommunefællesskab (Amt Südtondern). I kirkelig henseende hører Bosbøl under Klægsbøl Sogn. Sognet lå i Kær Herred (Tønder Amt), da Slesvig var dansk indtil 1864.
Bosbøl er første gang nævnt 1502 (Rep. dipl. 2, 9573). Stednavnet henføres personnavnet Bur eller Bo. Den nuværende by Bosbøl skal tidligere have været en adelsgård, der beoedes af familien v. d. Burg. I begyndelsen af 1500-tallet ejedes gården af familien Andersen.
I kommunen er der to vindmølleparker.